# Longboard (Skateboard)

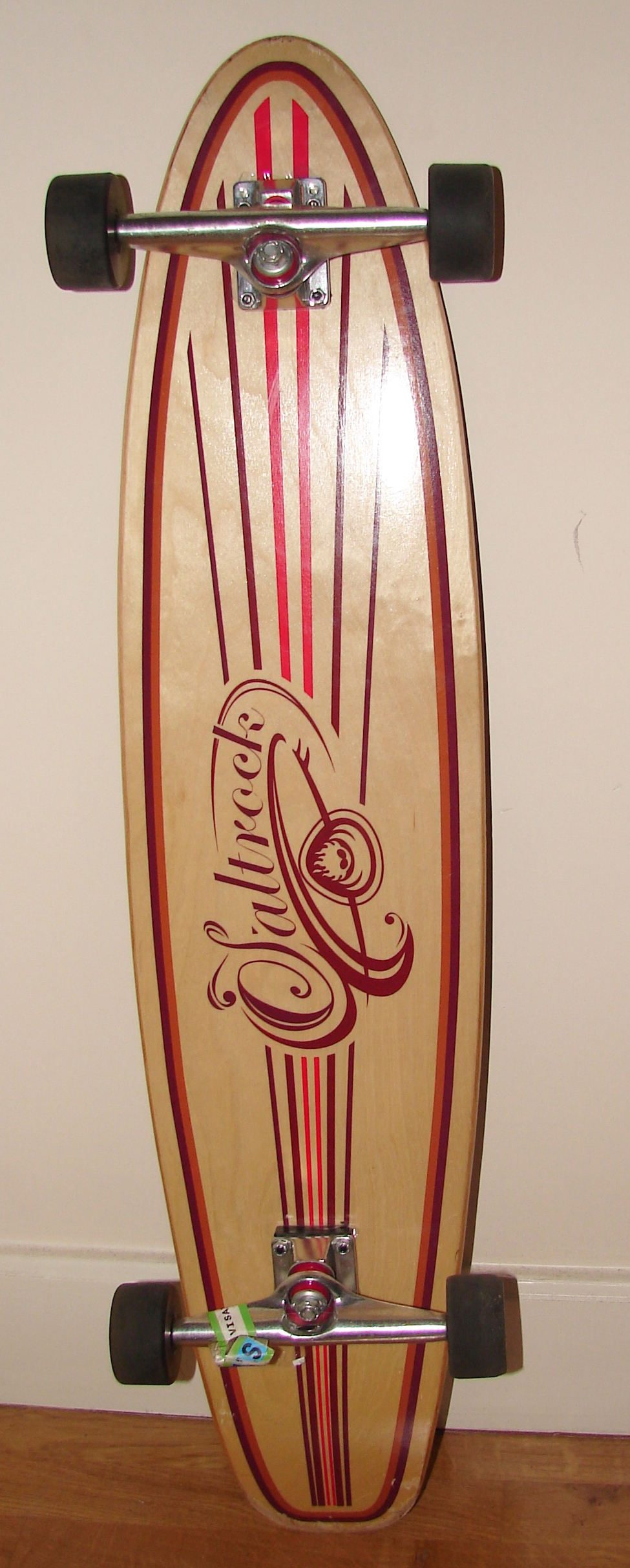
Ein 40-Zoll-Longboard (= 100 cm)

Ein Longboard (engl. longboard, ‚Langbrett‘) ist ein Vorgänger des Skateboards. Es ist in der Regel länger als Streetskateboards mit ihren aufgebogenen Enden. Es ist zwischen 90 und 150 Zentimeter lang, kann aber auch über 190 Zentimeter lang sein – und hat dementsprechend einen größeren Achsabstand (wheelbase). Der Hauptunterschied zum Streetskateboard sind größere Rollen aus weicherem Polyurethan, damit von unebenem Untergrund herrührende Stöße besser absorbiert werden, und die Reverse-King-Pin-Achsen. Auch die klassische Achse (Standard King-Pin) findet beim Longboard Verwendung. Zusammen mit dem erweiterten Achsabstand ermöglichen sie so eine verbesserte Fahrstabilität bei höheren Geschwindigkeiten.
Longboards gibt es in verschiedenen Varianten für verschiedene Fahrtechniken. Ihre Fahreigenschaften können zusätzlich durch Veränderungen an Komponenten an die individuellen Bedürfnisse des Fahrers angepasst werden.

## Geschichte
Die ersten Longboarder waren Surfer, die auf die Idee kamen, Rollen unter ihre Bretter zu montieren, um den Spaß auf dem Brett auch auf der Straße zu erleben. (Aus diesem Grund ähneln Pintails – asymmetrische Longboards mit einer Spitze, die nach hinten ausgerichtet ist – auch so sehr den Surfbrettern.) Larry Stevenson gilt als Erfinder des Longboards. Bereits 1965 verkaufte er mit seiner Firma Makaha Skateboards in Kalifornien 1,5 Millionen Stück, bevor die Rechtslage das Skateboarding in den USA untersagte. Die zweite Welle der Popularität baute sich 1972 auf, als Frank Nasworthy mit Cadillac Wheels Rollen entwickelte, die aus Polyurethan bestanden. Vorher wurden Rollen aus Eisen, später Claywheels (Compositeplastik) genutzt. Die Welle der Popularität endete 1978 durch massive Probleme mit Versicherungen, da die Verletzungen rapide zunahmen.
Bekannte Marken sind unter anderem Sector9 (Gründungsjahr 1994) und Madrid Skateboards (Gründungsjahr 1976). Populäre Marken aus Deutschland sind Pogo (seit 1983) und Hackbrett.
Der junge Sport wurde in Europa stark gefördert und es entwickelten sich einzelne Disziplinen wie z. B. Downhill. Große Popularität genoss der Sport vor allem in Frankreich, der Schweiz und teilweise auch in Deutschland. Rasch kehrte der Sport in die Staaten und nach Kanada zurück und erfreute sich dort größter Beliebtheit. Erste Longboardfirmen begannen Events zu starten, um den Wettkampf im Sport auch zu fördern. Belohnt wurden die Sieger mit neuen Produkten oder Preisgeldern. Im Jahre 1998 war eine Teilnehmerdisziplin bei den X-Games „Downhill stand-up skateboarding“. Die Teilnehmer schützen sich durch Helme, die ihr Gesicht komplett bedeckten (Fullface) und durch resistente Lederanzüge. Außerdem wurden die Seiten der Straße mit Heuballen abgedeckt, um schwerwiegende Verletzungen zu vermeiden. Das Streetskateboading entwickelte sich ab 1984 mit der Erfindung der ikonischen Deckform rasant und wird als eine komplett andere Sportart betrachtet.

## Material
Der Großteil aller Boards besteht aus horizontalem Holz oder vertikal laminiertem (sog. VLAM) Bambus. Daneben existieren auch andere VLAM-Kombinationen, beispielsweise Espe und Mahagoni, und sogar Boards, die aus Metall gefertigt werden.
Als Außenlagen kommen häufig Faser-Kunststoff-Verbunde (GFK oder CFK) zum Einsatz. Sie vermindern je nach Ausrichtung die Torsion und/oder Durchbiegung.
Decks aus Ahornholz sind in der Regel recht steif und haben wenig Flex. Das Bambus-VLAM wird sowohl für flexige als auch steife Decks verwendet. Bauartbedingt ist es allerdings recht torsionsanfällig und wird daher vorzugsweise mit entsprechend ausgerichteten Faser-Kunststoff-Verbunden verstärkt.

## Flex
Das Wort „Flex“ stammt ursprünglich von dem englischen Wort „flexibility“ ab. Es bezeichnet die Fähigkeit des Decks sich durchzubiegen. Viele Hersteller bieten unterschiedliche Flexstufen an, wobei nach Gewicht und Vorliebe des Fahrers entschieden wird. Schwereren Boardern wird ein Board mit weniger Flex zugeraten, leichteren ein Board mit mehr Flex. Werden Boards mit viel Flex bevorzugt, ist darauf zu achten, dass das Deck sich beim Daraufstellen oder Fahren nicht bis zum Boden durchbiegt. Das Flex eines Boardes bestimmt maßgeblich den Einsatzbereich der Decks. Weiche Decks eignen sich eher für einen langsameren Fahrstil, da diese eine gute Kurvenlage bieten und sich leichter kontrollieren lassen. Härtere Decks eignen sich für sehr hohe Geschwindigkeiten, da sie nicht so schnell ins Wackeln (schlenkern) geraten. Hierbei spielt das Material des Decks ebenfalls eine große Rolle. Beim Cruisen und Carven ist der Effekt, dass das Deck stark federt, durchaus erwünscht, da es das Kurvenfahren unterstützt. Die Kraft, die auf das Board wirkt, verpufft nicht gänzlich, sondern wird durch den Federeffekt wieder mitgenommen.

## Rollen
Generell kann beim Longboarden zwischen zwei verschiedenen Arten von Rollen, der Griprolle und der Sliderolle, unterschieden werden. Eine dritte Rollenart stellt hier noch die Aquarolle dar. Diese hat umlaufend ausgefräste Nuten in der Lauffläche, um durch Wasseraufnahme Aquaplaning zu verhindern und Grip (Haftreibung) auf nassem Untergrund zu erhöhen.
Die Griprolle zeichnet sich dadurch aus, dass sie in erster Linie Halt auf dem Fahrbelag bietet. Ihr Einsatzbereich liegt vor allem im Downhill- und Carvingbereich. Auch zum schnellen Cruisen ist sie gut geeignet. Die Rollen sind im Regelfall mit einer glatten Lauffläche ausgestattet und sind am Rand scharfkantig, um ein Abrutschen am Asphalt zu vermeiden. Sie werden mit einer weichen Gummimischung gefahren, damit sich die Rolle mit der Straßenoberfläche verzahnen kann. Auch dies vermindert ein Abrutschen von der Straßenoberfläche. Außerdem haben weiche Rollen einen Stoßdämpfereffekt und dämpfen auf diese Weise kleine Unebenheiten ab. Griprollen haben eher einen größeren Rollendurchmesser (z. B. 78 mm) und eine breite Lauffläche.
Die eher schmalere, kleinere und härtere Sliderolle haftet nicht so stark auf dem Fahrbelag, dadurch lässt es sich mit ihr leichter und kontrollierter (weil mit weniger Abstand von Haft- zu Gleitreibung und geringerem Slip-Stick) sliden. Die Rollen haben abgerundete Kanten und eine angeraute Lauffläche. Dies ermöglicht es, das Board lange sliden zu lassen, ohne dabei die Kontrolle zu verlieren. Bei Sliderollen wird eine härtere Gummimischung gewählt, was das Wegrutschen auf dem Untergrund begünstigt.
Für beide Arten gibt es diverse Mischformen, die verschiedene Eigenschaften begünstigen. Dabei kann der Fahrer das Setup an seine individuellen Vorlieben und an das Einsatzgebiet anpassen.
Einer der am häufigsten verwendeten Härtegrade ist 80A. Weiche Rollen haben numerisch niedrigere Härtegrade ab 73A, harte werden bis Materialtyp 105A hergestellt.

## Fahrtechniken
Gelenkt wird das Longboard durch Gewichtsverlagerung des Fahrers in die Kurveninnenseite. Das Kippen des Brettes bewirkt ein Eindrehen der Achsen, so dass die Achsen parallel zum Kurvenradius stehen. Der Drehpunkt der Achse wird auch Pivot genannt.
Zur Kontrolle der Geschwindigkeit dienen beim Longboarden sogenannte Turns, Carves (wechselseitiges Einlenken des Boards über beide Kanten, wobei sich der Skater ähnlich wie beim Snowboarden in Schlangenlinien den Hang hinunterbewegt) und Slides (Bewegungen, bei denen der Skater quer zur ursprünglichen Bewegungsrichtung mit allen vier Rollen über den Asphalt rutscht).

### Downhill
Beim Downhill- oder Speedboarden werden Geschwindigkeiten bis über 100 km/h erreicht. Die Achsen können, je nach Einstellung, bei hohen Geschwindigkeiten zum Schlingern („wobbeln“) tendieren, weshalb Speedboards (Downhillboards) gelegentlich eine tiefergelegte Standfläche besitzen. Dadurch wandert der Druckpunkt, den der Fahrer auf das Brett ausübt, unterhalb des Achsendrehpunktes. So hilft das Fahrergewicht, das Brett bei höheren Geschwindigkeiten zu stabilisieren. Ebenso wandert der Schwerpunkt nach unten, was sich vor allem durch eine stabilere Kurvenlage bemerkbar macht. Gedropte Bretter weisen allerdings eine verringerte Straßenhaftung auf, weshalb sich diese Bauart nicht nachhaltig durchsetzen konnte.

Neben den Longboardfahrern gibt es beim Downhill auch „Luge“-Fahrer, die im Liegen auf ihren Geräten fahren.

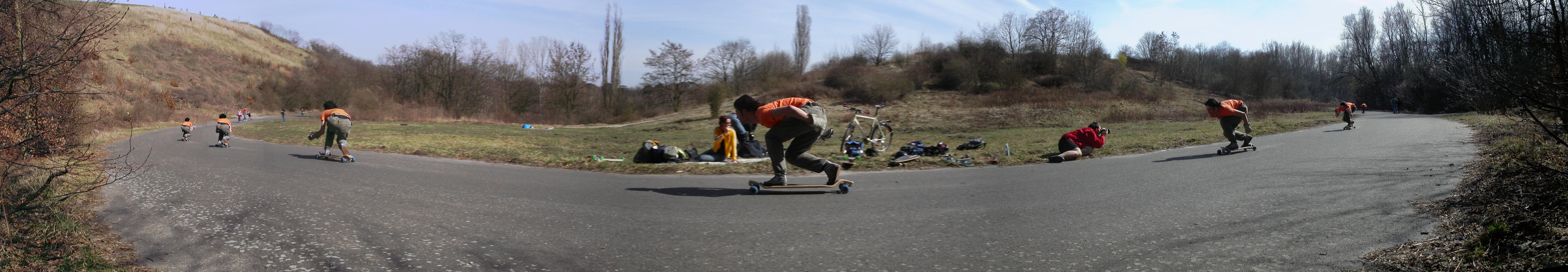
Downhill „bombing“

2016 stellte der damals amtierende Longboard-Downhill-Weltmeister, der Schwede Erik Lundberg, mit 130,63 km/h in Quebec einen Weltrekord auf.
Ende August 2016 verbesserte der Kanadier Kyle Wester den Weltrekord auf 143,89 km/h (89,41 Meilen pro Stunde).

### Carven
Beim Carven wird mittels enger Kurven („Turns“) versucht, die Geschwindigkeit auf abschüssigen Strecken zu kontrollieren. Im Gegensatz zum Sliden rutscht das Board allerdings nicht, sondern fährt auf einer Linie. Dies wird durch besonders griffige Rollen und spezielle Achsen, die einen engen Kurvenradius zulassen, ermöglicht. Oft wird dabei auch ein Board mit Cutouts, ähnlich den Slideboards verwendet, da Wheelbites durch die meist weich gefahrenen Achsen vor allem bei schnellem Carven gefährlich enden können.

### Cruisen
Das sogenannte Cruisen beschreibt einfaches, gemütliches Durch-die-Gegend-Fahren. Es ist mit jedem Board möglich und benötigt keine besonderen Merkmale am Brett oder dem zugehörigen Setup.

### Dancing
Dancing hat seinen Ursprung im Boardwalking, einer Technik des Wellenreitens. Es beinhaltet eine Vielzahl von laufenden und drehenden Bewegungen, die auf dem fahrenden Board ausgeführt werden. Diese Bewegungsabläufe ähneln einem Tanz, was zur Namensgebung dieser Disziplin führte.
Speziell für das Dancing gebaute Longboards, genannt Dancer, haben in der Regel ein schwächeres Concave als andere Boards, sind sehr lang (im groben Durchschnitt 120 cm) und verfügen oft über verlängerte Enden (genannt „Nose“ an der Vorder- und „Tail“ an der Hinterseite) für eine bessere Ausführbarkeit von Tricks.

### Long distance pumping
Beim Long distance pumping (LDP) legt man mit dem Longboard auf ebenen Strecken lange Distanzen zurück, ohne einen Fuß auf den Boden zu setzen. Dies geschieht durch die Übertragung von dynamischen Körperbewegungen auf die Achsen des Brettes. In einer slalom- oder schlangenähnlichen Bewegung kann man damit im Idealfall sogar leicht aufwärts führende Strecken bewältigen.

### Freestyle
Zum Freestyle gehören mehrere Komponenten der einzelnen Fahrtechniken. Freestyle ist einer der schwersten Fahrtechniken, bei der man – ähnlich wie beim Skateboarden – Tricks und Stunts ausübt.

### Freeride
Ähnlich wie beim Freestyle werden beim Freeride mehrere Fahrtechniken kombiniert. Während beim Freestyle die Tricks eher auf flachem Gelände oder im Skatepark ausgeführt werden, liegt der Schwerpunkt beim Freeride – wie es der Name verrät – eher auf dem Fahren. Häufig werden dabei Slides und andere Freestyle Tricks ausgeführt.

### Hippie Jump
Beim „Hippie Jump“ versucht der Fahrer von seinem fahrenden Longboard aus über eine Stange zu springen. Der Sprung gilt als bestanden, wenn der Fahrer nach dem Sprung auf seinem Longboard landet und weiterfahren kann. Den aktuellen Weltrekord im Hippie Jump auf dem Longboard hält Steffen Köster mit 1,51 m.

## Varianten

### Slalomboard
Das Fortbewegen mit einem Slalombrett wird Slalomboarden, Slalombrettfahren oder auch Slalom-Skaten genannt. So spricht man bei Längen zwischen 60 und 90 cm von einem Slalomboard; was darüber hinaus reicht, wird als Longboard bezeichnet. Mit einem Slalomboard erreicht man mit wenig Kraftaufwand weitaus höhere Geschwindigkeiten als mit einem Freestyle-Skateboard. Slalom-Bretter erlauben, durch Druck in der Kurve oder auf der geraden Straße mit kleinen Bogen (pumpen) das Tempo zu steigern. Geübte Fahrer können mit Slalomboards auch leichte Steigungen überwinden, ohne sich mit den Füßen am Boden abzustoßen.
Besonders in der Schweiz hat sich eine große Slalomboardszene entwickelt. Die Slalomboards lassen sich schneller fahren als Street Skateboards (Bretter, mit denen man Tricks macht), andererseits sind sie ein ideales Fortbewegungsmittel als Ergänzung zum öffentlichen Verkehr. In der Schweiz hat sich eine weltweit tätige Slalom- und Longboardindustrie entwickelt, was auch daran liegt, dass die Schweiz durch viele Berge und Abhänge ein zum Downhill-Fahren sehr geeignetes Terrain bietet.

### Shortboard/Mini-Longboard
Bei einem Shortboard oder auch Mini-Longboard handelt es sich um ein modifiziertes Skateboard-Deck, bei dem die Achsen so weit wie möglich nach außen gesetzt werden, um den größtmöglichen Radstand zu erhalten. Der Name setzt sich zusammen aus „short“ und „board“. Eine andere, umgangssprachliche Bezeichnung ist „Schlongboard“. Durch Montage von Longboardrollen erhält man so ein annähernd longboardähnliches Gefühl beim Fahren. Problematisch wird es, wenn die Rollen beim Lenken das Deck berühren („Wheelbite“). Dies kann mit Ausschnitten im Deck behoben werden.

### Penny-Board
Ein Pennyboard verbindet ein Deck aus Plastik mit Longboard-Achsen und Rollen. Ein führender Hersteller gab seinen Boards den Namen seiner Schwester „Penny“. Daraus entstand der Gattungsname. Pennyboards sind sehr belastbar. Sie können barfuß gefahren werden, da sie kein Griptape auf der Oberfläche haben. Die Geschichte reicht bis in die 70er des letzten Jahrhunderts zurück. Die Boards waren ursprünglich ein Abfallprodukt der Plastikindustrie. Die spanische Firma Sancheski war die erste europäische Firma, die solche Boards produzierte. In Spanien war es üblich, in einem Sportgeschäft nach einem „Sancheski“ zu fragen. Eingebürgert hat sich jedoch der Name Penny. Diese Boards gibt es mittlerweile in allen Preisbereichen von unzähligen Herstellern.
Pennyboards sind in der Regel 22 Zoll (56 cm) oder 27 Zoll (69 cm) groß. Beide Varianten haben im Vergleich zu klassischen Longboards weniger Gewicht. Die kürzere Variante ist geeignet für die Mitnahme z. B. in Rucksäcken, während die längere Variante (Nickel) durch die größere Standfläche mehr Fahrkomfort und Stabilität bietet.

### Surfskate
Das Surfskaten (Englisch auch Carveboarding) greift die ursprüngliche Idee auf, das Surfen auf die Straße zu bringen. Es erfreut sich seit 2011 einer gestiegenen Aufmerksamkeit, seit Ende der 2010er Jahre auch in Deutschland. Durch die speziellen Achsenkonstruktionen können starke Lenkeinschläge ausgeführt werden, die klassische Surfmanöver an Land ermöglichen. Technisch wird dies durch die Kombination der speziellen Vorderachse mit einer meist steifen klassischen Skateboardachse (TKP) erreicht. Solche Boards werden daher auch als Surftrainer verwendet. Surfskates werden hauptsächlich durchs sogenannte Pumpen vorwärtsbewegt, es berührt dabei kein Fuß den Boden. Deshalb können sie auch barfuß gefahren werden, was oft praktiziert wird, um dem Gefühl des Surfens möglichst nahe zu kommen.
Surfskates sind meist zwischen 29 und 34 Zoll (73 bis 86 cm) lang und verfügen über einen leichten Kicktail und sehr wenig Concave, damit auch der Stand auf dem Surfskate jenem auf einem Surfbrett möglichst ähnlich ist. Es wird zwischen vollwertigen Vorderachsen und Adaptern unterschieden. Letztere werden unter das Board geschraubt und auf diese werden dann reguläre Skateboardachsen (TKP) oder nach Bedarf auch Reverse-King-Pin-Achsen (RKP) montiert.
Surfskates wurde von den kalifornischen Surfern Greg Falk und Neil Carver erfunden, die 1996 das Unternehmen Carver Skateboards in Venice gründeten. Eine der ersten Surfskate-Achsen, war die bis heute noch erhältliche C7 von Carver. Erst in jüngerer Zeit kamen weitere Marken, die Surfskates anboten, hinzu, wie Smoothstar (Australien, gegründet 2004), Slide (Spanien, 2008), SwellTech SurfSkate (USA, 2011), YOW (Spanien, 2014), Waterborne (USA, 2016) und Curfboard (Deutschland, 2016).

## Meisterschaften
Weltmeisterschaften im Park- und Street-Skateboard werden im Rahmen der World Roller Games (WRG) ausgetragen.

### Deutsche Meisterschaften
- 2017 sicherte sich Sebastian Hertler in Hohenstaufen bei Stuttgart seinen sechsten Sieg in Folge bei den Deutschen Meisterschaften im Longboard Downhill und bei den Damen holte sich Sabine Schneider den Titel.[5]
- 2018 wurden die Deutschen Meisterschaften im Juni in Bruschied ausgefahren. Den Titel in der Kategorie Stehend sicherten sich Jan Brebeck und Susan Heine.[6]
- 2019 wurde Sebastian Hertler aus Stuttgart zum siebten Mal Deutscher Meister im Longboard Downhill.[7]